# Вледічень (Ясси)
Вледічень, Вледічені (рум. Vlădiceni) — село у повіті Ясси в Румунії. Входить до складу комуни Томешть.
Село розташоване на відстані 323 км на північ від Бухареста, 6 км на південний схід від Ясс.

## Населення
За даними перепису населення 2002 року у селі проживали 488 осіб, з них 486 осіб (99,6%) румунів. Усі жителі села рідною мовою назвали румунську.